# Thomas Damkjær Petersen
Thomas Damkjær Petersen (født 15. juni 1955) er uddannet civilingeniør fra Danmarks Tekniske Universitet 1981 (DTU) og er nuværende formand for Ingeniørforeningen i Danmark (IDA).
Thomas Damkjær Petersen blev valgt som formand for IDA den 21. maj 2016 (genvalgt 2019), hvor han afløste tidligere formand Frida Frost. Udover sit virke i IDA var Thomas Damkjær Petersen også bestyrelsesformand i Akademikernes A-kasse (AKA) fra januar 2019 til november 2020.

## Karriere
Efter sin færdiggørelse af civilingeniør-studiet blev Thomas Damkjær Petersen i 1983 ansat som trafikplanlægger hos trafikselskabet HT, senere HUR og Movia, hvor han kom til at bestride flere tillidsmandsposter, blandt andet som næstformand i Hovedsamarbejdsudvalget/Hovedudvalget i 1993-2016. Han var tillidsrepræsentant for AC'ere m.fl. fra 1984-2016.
I HT/HUR/Movia var Thomas Damkjær Petersen med til at udarbejde trafikanalyser, trafikplanlægning, projektledelse af den overordnede trafikplanlægning, samarbejde med de offentlige myndigheder og som tillidsrepræsentant med til at øge samarbejdet mellem de fusionerede organisationer, som udgjorde først HUR og siden Movia.

## Organisationsarbejde

### IDA
Thomas Damkjær Petersen har været aktiv i Ingeniørforeningen i Danmark (IDA) siden 1981.
I starten som engageret i indsatsen for arbejdsløse ingeniører. Siden har han indtaget en række poster i IDA's udvalg for arbejdsmarkedet, blandt andet som formand for IDA Offentlig fra 2010-2016 og som IDA's hovedforhandler i AC ved de offentlige overenskomster i 2002, 2005, 2008 og 2015.
Thomas Damkjær Petersen har siddet i IDA's hovedbestyrelsen siden 2010 og været medlem af forretningsudvalget siden 2013. I maj 2016 blev han valgt som formand for Ingeniørforeningen i Danmark, og i 2019 blev han genvalgt.

### Akademikernes A-Kasse
I januar 2019 blev Thomas Damkjær Petersen valgt som bestyrelsesformand for Akademikernes A-kasse. Det skete efter at daværende formand Allan Luplau i december meddelte, at han trak sig. Han fratrådte igen i november 2020 for at hellige sig arbejdet som formand for IDA.

### Plejefamiliernes Landsforening
Thomas Damkjær Petersen var med til at stifte Plejefamiliernes Landsforening, som er en landsdækkende interesseorganisation, der blandt andet fremmer vilkårene for plejefamilier, der modtager børn i familiepleje eller aflastning. Fra 2002 til 2013 var han næstformand for foreningen.

### Skole og Samfund
Fra 1986-2011 var Thomas Damkjær Petersen formand for skolebestyrelsen på Øster Farimagsgades skole i København. I perioden 1990-1996 og igen i 1998-2008 var han formand for Skole og Samfund (nu Skole og Forældre).

## Privatliv
Thomas Damkjær Petersen er gift med socialpædagog Birthe Damkjær Petersen, de har tilsammen ni voksne børn, hvor af to er plejebørn. Parret er bosiddende i København.